# Estado Secreto Polaco
```
   |-
       |
Erro:
:  
valor não especificado para "
nome_comum
"

   |-
       | 
Erro:
:  
valor não especificado para "
continente
"
```

Estado Secreto Polonês ou Polaco (em polonês: Polskie Państwo Podziemne) é um termo coletivo para as organizações secretas de resistência na Polônia durante a Segunda Guerra Mundial, militares e civis, que eram leais ao Governo polonês no exílio, em Londres. Os primeiros elementos do Estado secreto foram estabelecidas nos últimos dias da invasão alemã da Polônia, que começou em setembro de 1939. O Estado secreto foi percebido pelos defensores como uma continuação legal da República da Polónia pré-guerra (e suas instituições) que travaram uma luta armada contra forças de ocupação do país: a Alemanha nazista e a União Soviética.  O Estado secreto englobava não apenas a resistência militar, uma das maiores do mundo, mas também as estruturas civis, como serviços de educação, cultura e social. 

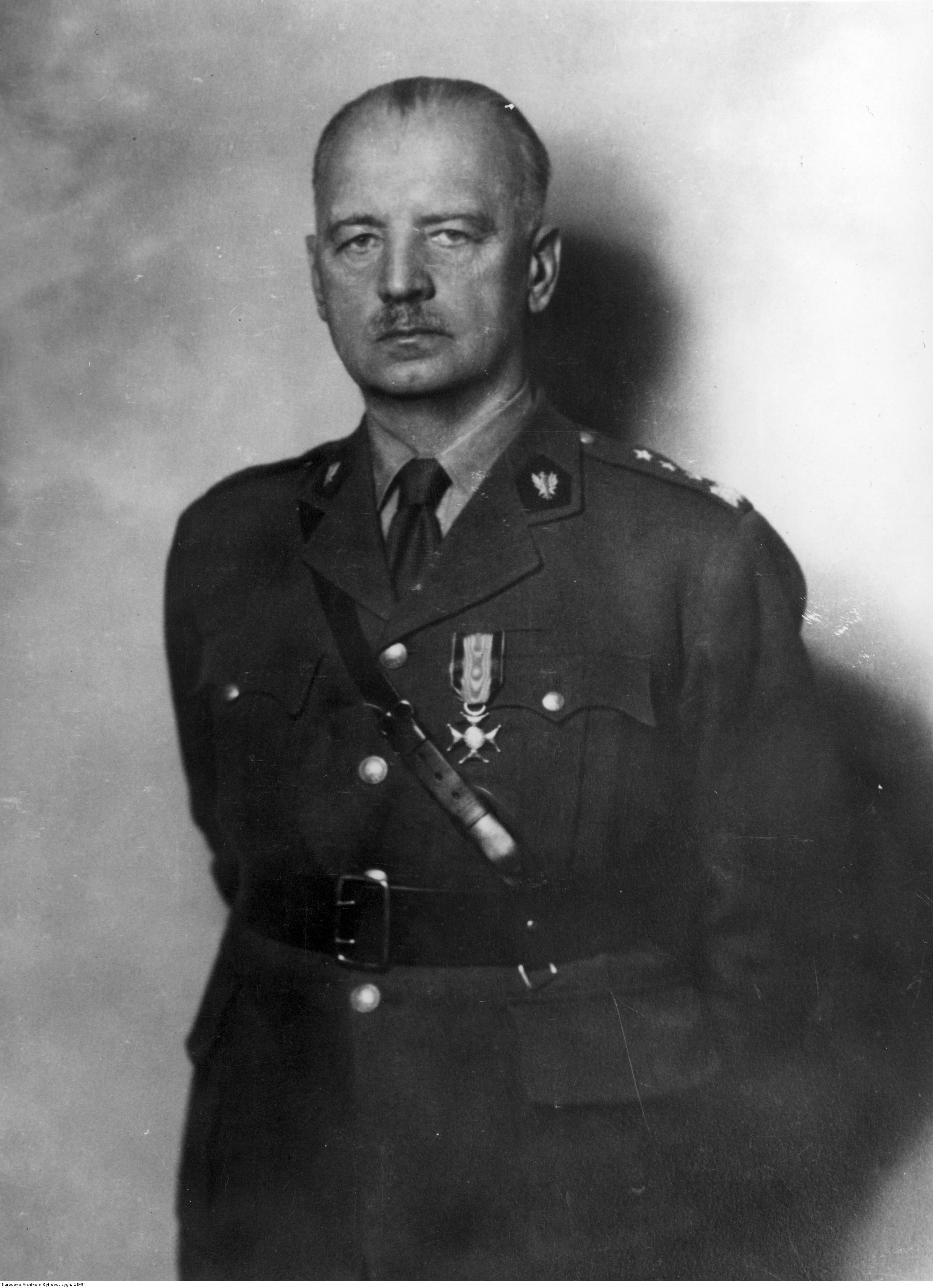
Władyslaw Sikorski, comandante-em-chefe do Estado Secreto Polaco durante a Segunda Guerra Mundial.

 Apesar do Estado Secreto ter amplo apoio durante a maior parte da guerra, não foi apoiado e reconhecido pela Extrema-esquerda (comunistas). Os nacionalistas da Falange Nacional Radical e do Acampamento Radical Nacional contra a ocupação alemã da Polônia, foram rapidamente substituídos pela Konfederacja Narodu, uma parte do Estado polaco secreto que também incluiu a maioria dos membros pré-guerra de Extrema-direita. A influência dos comunistas eventualmente caiu em meio a reveses militares (mais notavelmente, o fracasso da Revolta de Varsóvia) e da crescente hostilidade da URSS. A União Soviética tinha criado um governo fantoche alternativo, em 1944 (o Governo de Lublin) e assegurou a formação da base do governo pós-guerra na Polônia. Durante a tomada comunista pró-soviética da Polônia no final da guerra, muitos membros do Estado Secreto foram processados como traidores e muitos morriam no cativeiro. Abandonados pelos aliados ocidentais, descobriram ser impossível negociar com os soviéticos, e desejosos de evitar uma guerra civil, as instituições-chave do Estado Secreto dissolveram-se no primeiro semestre de 1945.
Em última análise, centenas de milhares de pessoas foram diretamente envolvidas com várias agências do Estado Secreto (as estimativas para a adesão ao exército de livre resistência Armia Krajowa apenas, muitas vezes são dadas por quase meio milhão de pessoas), sabendo que foram discretamente apoiadas por milhões de cidadãos poloneses. A lógica por trás da criação da autoridade civil chamou atenção do fato de que a ocupação alemã e soviética da Polônia era ilegal. Assim, todas as instituições criadas pelas potências ocupantes foram considerados ilegais, e instituições polonesas secretas paralelas foram criadas de acordo com a lei polaca. A escala do Estado secreto também foi inadvertidamente ajudada pelas ações dos ocupantes, cujas tentativas de destruir o Estado polonês, nação e sua cultura, incluindo o mais importante, políticas genocidas que tiveram como alvo cidadãos poloneses, o apoio popular movidos para o movimento de resistência polonesa e o seu desenvolvimento. 

Durante a Guerra Fria a pesquisa sobre o Estado Secreto foi resumida pelo funcionários comunistas poloneses, que enfatizaram o papel de partidários comunistas desempenhados na resistência anti-nazista. Assim, até recentemente, a maior parte da pesquisa realizada sobre este tema foi realizada por estudiosos poloneses que viviam no exílio. 